# Syrianska FC
Syrianska FC er en svensk fodboldklub fra Södertälje i Sverige. Klubben spiller i 2020 i den svenske serie Division 2, der er den fjerdehøjeste svenske liga.
Klubben blev stiftet i 1977 af aramæiske indvandrere fra Syrien og Tyrkiet som "Suryoyo Sportklubb" og ændrede i 1986 navn til Syrianska SK og i 2002 til det nuværende Syrianska FC. Syrianska FC kæmpede sig op igennem Sveriges ligasystem og nåede i 2011 at spille en enkelt sæson i den bedste svenske liga, Allsvenskan.
Eftersom det aramæiske folk ikke har et officielt landshold, anses Syrianska som et uofficielt landshold for folkegruppen, der har sit udspring i Tyrkiet, Irak, Syrien og Libanon og som i dag er spredt over hele Verden. Klubben har som følge heraf en fanbase over hele verden. Klubbens oprykning til Allsvenskan blev en mediesensation i svenske medier og oprykningen blev også nævnt i udenlandske medier.
Sæsonen 2019 blev afsluttet med nedrykning fra Superettan, hvor klubben blev sidst. Før starten af 2020 sæsonen meddelte Svenska Fotbollsförbundet af klubben blev tvangsnedrykket yderligere en række til Division 2, da klubben ikke havde betalt arbejdsgiverafgifter relateret til flere af klubbens spillere.
Louay Chanko spillede som ung for klubben.